# 12885 Hannahguan
12885 Hannahguan este o planetă minoră (asteroid), cu un diametru de 8,014 km, din centura de asteroizi. A fost descoperită pe 17 august 1998 la Magdalena Ridge Observatory⁠(d) de Lincoln Near-Earth Asteroid Research. 
Obiectul prezintă o orbită caracterizată de o semiaxă mare de 2,8009954 UAi, o excentricitate de 0,14, o înclinație de 8,07012 ° în raport cu ecliptica.